# IAR 37
Lo IAR 37 fu un ricognitore-bombardiere leggero monomotore biplano sviluppato dall'azienda aeronautica rumena Industria Aeronautică Română (IAR) negli anni trenta.

## Storia del progetto
Intorno alla metà degli anni trenta il Ministerul Aerului şi Marinei (Ministero dell'Aria e della Marina romeno, MAM) emise una specifica per la fornitura di un nuovo velivolo destinato alla ricognizione ed al bombardamento leggero tattico.
La IAR decise di partecipare con un progetto sviluppato dagli ingegneri Ioan Grosu e Petre Carp i quali, basandosi sull'esperienza acquisita nella costruzione su licenza del Potez 25, modello che già forniva all'aeronautica militare del Regno di Romania ed ottenuta con un contratto dall'azienda francese Aéroplanes Henry Potez, riproposero un modello dall'impostazione generale del velivolo da cui derivava, monomotore con configurazione alare biplana e carrello fisso.
La differenza più evidente nel progetto di Grosu e Carp fu l'introduzione di una fusoliera dotata di ampie finestrature per facilitare il compito all'osservatore nella individuazione degli obiettivi.
I lavori di sviluppo iniziarono nel 1936 concretizzatisi nel prototipo, al quale venne assegnata la designazione IAR 37.1, che venne portato in volo per la prima volta nella primavera del 1937 ai comandi del pilota collaudatore dell'azienda Max Manolescu. Le prove di volo confermarono la validità del progetto quindi, sottoposto alla valutazione delle autorità militari, nel tardo 1937 la IAR stipulò con il MAM un contratto di fornitura per un iniziale lotto di 50 esemplari. Tuttavia per la mancanza di disponibilità del motore radiale Gnome-Rhône 14K-II C32 da 870 hp (640 kW) previsto per la produzione in serie, per i successivi lotti l'azienda fu costretta a ripiegare su una motorizzazione meno potente, il tedesco BMW 132 da 700 PS, che produrrà con la designazione IAR 38.

## Impiego operativo
Entro la fine del 1940 i biplani I.A.R.37 e le successive versioni 38 e 39 erano in servizio in gran numero nella Fortelor Aeriene Regal ale Romania o FARR. 
Essi equipaggiavano un rilevante numero di squadroni nel giugno 1941, quando la Romania appoggiò l'offensiva tedesca contro l'Unione Sovietica.
I tre gruppi di ricognizione della FARR avevano 18 squadriglie, 15 delle quali erano equipaggiati con biplani I.A.R.. 
Nel luglio 1942 il corpo di spedizione in Unione Sovietica fu riorganizzato e denominato Corpul I Aerian e aveva molte squadriglie equipaggiate con gli I.A.R.39. 
11 squadriglie di ricognizione, la maggior parte dei quali con gli I.A.R.39, operarono con i tedeschi durante l'offensiva del 1944 contro l'Ucraina.
Nel dopoguerra, dopo la dichiarazione della nuova Repubblica Popolare comunista alla fine del 1947, l'aviazione militare fu riorganizzata e denominata FR-RPR (Fortele Aeriene ale Republicii Populare Romania).
La FR-RPR mantenne per molti anni alcuni I.A.R. 39 utilizzati per l'addestramento e il collegamento.

## Utilizzatori
Romania
- Aeronautica Regală Românã
- Forțele Aeriene Regale ale României

 Romania
- Forțele Aeriene ale Republicii Populare Română